# Болниси
Болниси (груз. ბოლნისი) је град у Грузији у регији Доњи Картли. Према процени из 2009. у граду је живело 11.300 становника.

## Становништво
Према процени, у граду је 2009. живело 11.300 становника.
| 1989.  | 2002. |
| ------ | ----- |
| 15.047 | 9.938 |